# 李皇后 (北魏文成帝)
李皇后（りこうごう、? - 456年）は、北魏の文成帝の貴人（側室）。献文帝の母。皇后として追尊された。本貫は頓丘郡衛国県。

## 経歴
南朝宋の済陰郡太守の李方叔の娘として生まれた。美少女と言われた。
450年（太平真君11年）、北魏の永昌王拓跋仁が寿春に侵入して、軍が李氏の家に入り、李氏の身柄を連行した。軍隊の中で護軍の李洪之とは仲が良い、兄弟の契りを結んだ。
453年（興安2年）、拓跋仁が長安で処刑されると、李氏はその家人とともに平城の宮殿に入れられた。
文成帝は高楼で李氏を見た。文成帝は周りの人に「この女は美しいのか」と聞くと、周りの人はみんな「美しい」と答えた。そこで文成帝は高楼を降りて、庫房で関係して妊娠した。拓跋弘（献文帝）を生み、貴人の位を受けた。456年（太安2年）、拓跋氏の旧制（子貴母死）に従って処刑された。死ぬ前に義兄弟の李洪之に会い、南方にいる実兄弟たちの名前を挙げて、号泣して地団駄を踏んだという。諡は元皇后といい、金陵に葬られた。

## 伝記資料
- 『魏書』巻13 列伝第1
- 『北史』巻13 列伝第1